# August Fischer
Johannes August Fischer (11. marts 1854 i København — 6. juni 1921 sammesteds) var en dansk landskabs- og arkitekturmaler, bror til den kendte Paul Fischer.
Fischer var søn af maler, senere malermester og fernisfabrikant Philip August Fischer (1817—1907) og Gustafva Albertina Svedgren (1827—83). Gift med Adolphine Sophie Laursen, født 3. november 1889 i Tange, Lysgård Herred. Efter at have stået halvandet år i lære hos billedskærer søgte  han til Kunstakademiet, hvor han begyndte sin uddannelse i oktober 1869. Imidlertid bestemte han sig til at blive maler og blev det i marts 1874. Samme år debuterede han på Charlottenborg, hvor han udstillede til 1922. Fischer rejste som andre kunstnere en del, først i 1881. For Akademistipendier opholdt han sig i Spanien og Italien i 1883 og 1884. Siden rejste han i Sydtyskland og Italien og søgte særligt sine motiver i gamle tyske og italienske byer. Adskillige af hans billeder er fra Nürnberg og Rothenburg ob der Tauber, Venedig og Firenze.